# Acroaspis olorina
Acroaspis olorina là một loài nhện trong họ Araneidae.
Loài này thuộc chi Acroaspis. Acroaspis olorina được Ferdinand Karsch miêu tả năm 1878.